# Eccellenza Trentino-Alto Adige 2003-2004
Il campionato italiano di calcio di Eccellenza Trentino-Alto Adige 2003-2004 è stato il tredicesimo organizzato in Italia. Rappresenta il sesto livello del calcio italiano.
Questi sono i gironi organizzati dal comitato regionale della regione Trentino-Alto Adige, ove il campionato è anche noto con il nome tedesco di Oberliga (letteralmente "lega superiore").

## Stagione
Il campionato di Eccellenza Trentino-Alto Adige è stato il tredicesimo di categoria e ha visto la partecipazione di 16 squadre.
L'Arco ha vinto il girone con 68 punti ed ha ottenuto la promozione diretta in Serie D.
Secondo in classifica il Comano Terme Fiavè, ammesso ai play-off per la promozione, ma eliminato nella sfida contro il Rivignano al primo turno.
Ultime tre, quindi retrocesse in Promozione, sono state Vahrn, Tramin e Condinesettaurense.

## Squadre partecipanti
| Squadra                       | Città                       |
| ----------------------------- | --------------------------- |
| U.S.D. Alense Vivaldi         | Ala (TN)                    |
| U.S. Arco                     | Arco (TN)                   |
| S.S. Benacense Riva           | Riva del Garda (TN)         |
| S.S.V. Brixen                 | Bressanone (BZ)             |
| U.S. Comano Terme e Fiavè     | Ponte Arche (TN)            |
| S.S. Condinesettaurense       | Storo (TN)                  |
| F.C. Meran                    | Merano (BZ)                 |
| U.S. Mori Santo Stefano       | Mori (TN)                   |
| S.V. Natz                     | Naz (BZ)                    |
| U.S. Porfido Albiano          | Albiano (TN)                |
| S.V. Salurn Raiffeisen        | Salorno (BZ)                |
| S.C. Sport Club Sankt Georgen | San Giorgio di Brunico (BZ) |
| F.C. Sankt Pauls              | San Paolo di Appiano (BZ)   |
| S.V. Tramin                   | Termeno (BZ)                |
| S.V. Vahrn                    | Varna (BZ)                  |
| U.S. Vallagarina              | Villa Lagarina (TN)         |

## Classifica finale
|  | Pos. | Squadra            | Pt | G  | V  | N  | P  | GF | GS | DR  |
|  | ---- | ------------------ | -- | -- | -- | -- | -- | -- | -- | --- |
|  | 1.   | Arco               | 68 | 30 | 20 | 8  | 2  | 52 | 21 | +31 |
|  | 2.   | Comano Terme Fiavè | 58 | 30 | 16 | 10 | 4  | 41 | 24 | +17 |
|  | 3.   | Brixen             | 55 | 30 | 16 | 7  | 7  | 53 | 35 | +18 |
|  | 4.   | Benacense 1905     | 53 | 30 | 14 | 11 | 5  | 55 | 36 | +19 |
|  | 5.   | Mori S.Stefano     | 48 | 30 | 15 | 3  | 12 | 61 | 45 | +16 |
|  | 6.   | Porfido Albiano    | 47 | 30 | 13 | 8  | 9  | 48 | 40 | +8  |
|  | 7.   | Vallagarina        | 47 | 30 | 13 | 8  | 9  | 44 | 39 | +5  |
|  | 8.   | Alense             | 42 | 30 | 12 | 6  | 12 | 32 | 33 | -1  |
|  | 9.   | St. Georgen        | 41 | 30 | 12 | 5  | 13 | 35 | 39 | -4  |
|  | 10.  | Meran              | 41 | 30 | 12 | 5  | 13 | 34 | 37 | -3  |
|  | 11.  | St. Pauls          | 35 | 30 | 9  | 8  | 13 | 30 | 43 | -13 |
|  | 12.  | Salurn             | 34 | 30 | 8  | 10 | 12 | 35 | 41 | -6  |
|  | 13.  | Natz               | 30 | 30 | 8  | 6  | 16 | 36 | 48 | -12 |
|  | 14.  | Vahrn              | 26 | 30 | 6  | 8  | 16 | 34 | 52 | -18 |
|  | 15.  | Tramin             | 20 | 30 | 4  | 8  | 18 | 30 | 54 | -24 |
|  | 16.  | Condinesettaurense | 15 | 30 | 2  | 9  | 19 | 19 | 52 | -33 |

### Verdetti finali
- Arco promosso in Serie D 2004-05.
- Vahrn, Tramin e Condinesettaurense retrocedono in Promozione 2004-05.